# Códice de Alepo

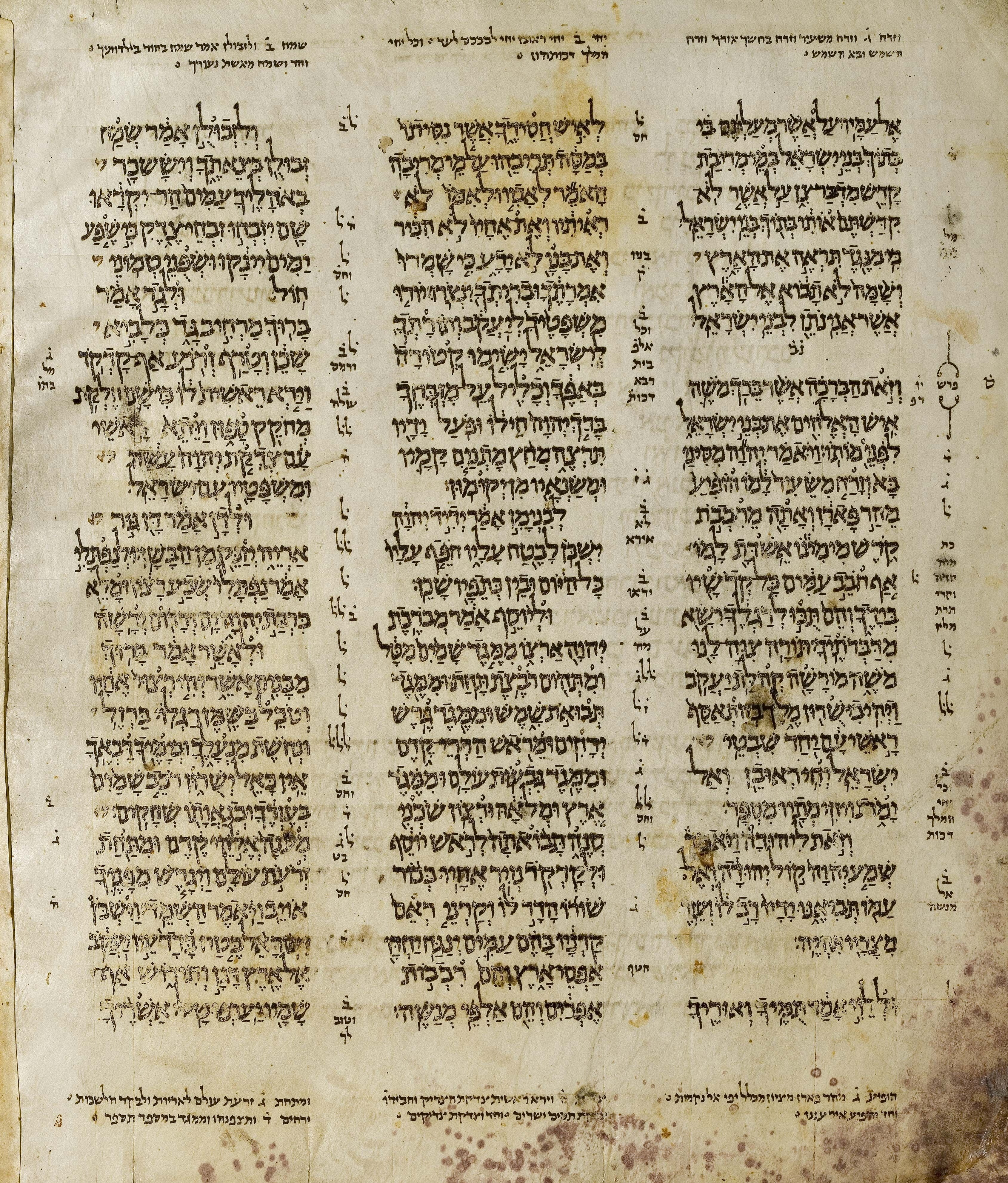
Página del Aleppo Codex, Deuteronomio.

El Códex Aleppo o Códice de Alepo (en hebreo: כֶּתֶר אֲרָם צוֹבָא, Keter Aram Tsova) es el más antiguo y completo manuscrito del Tanaj de acuerdo con la Masora tiberiana, producido y editado por el masoreta Aaron ben Moses ben Asher.
Datado en 930 d. C., cerca de un tercio de él, incluye casi toda la Torá. Se le considera el manuscrito original de máxima autoridad masoreta. Según la tradición familiar, estas escrituras hebreas fueron preservadas de generación en generación. Así el Códice de Alepo es visto como fuente original y la mayor autoridad para el texto bíblico y los rituales judíos. Este probó haber sido el texto más fiel a los principios de los masoretas.
El Códice de Alepo tiene una larga historia de consultas por las autoridades rabínicas. Los estudios modernos lo demuestran como la más exacta representación de los principios masoréticos, que se pueden encontrar en todo el manuscrito, conteniendo poquísimos errores entre los millones de detalles ortográficos que componen el texto.

## Autoridad
Las consonantes usadas en el códice fueron recopiadas por el escritor Shlomo ben Buya'a en Israel, 920. El texto fue vocalizado con puntos consonantales en el estilo masorético por Aaron ben Moses ben Asher. Bem Moses fue el último y mayor miembro prominente de la dinastía de Ben-Asher, que dio forma a la versión más exacta de la Masorá y, consecuentemente, del Tanaj. El Códice de Leningrado, que data aproximadamente de la misma época que el Códice de Alepo, fue reivindicado también como obra de Ben-Asher. El Códice de Alepo fue el manuscrito usado por el rabino y académico Maimónides (1135-1204) cuando estableció los parámetros exactos para la escritura de los rollos de la Torá, de Hilkhot Sefer Torah (“las leyes de los rollos de la Torá”) en su obra Mishné Torá.

## Tradición textual
Al comienzo y al final del manuscrito le faltan algunas páginas.
Visto que el Códice de Alepo estaba completo (hasta 1947, año en el que fue incendiada la sinagoga en la que se encontraba), se seguía la tradición textual tiberiana en el orden de sus libros, similar al Códice de Leningrado, y que combina con la tradición más antigua de los manuscritos bíblicos. Torá y Nevi'im aparecen en el mismo orden encontrado en la mayoría de las biblias impresas, pero difiere en el orden para los libros según el Ketuvim. En el Códice de Aleppo, el orden de Ketuvim es: I Crónicas, Libro de los Salmos, Job, Proverbios, Rut, Cantar de los Cantares, Eclesiastés, Lamentaciones, Ester, Daniel, Esdras-Nehemías. Al texto actual le falta casi entera la Torá (Genesis y la mayor parte del Deuteronomio). Comienza con la última palabra del Deuteronomio 28:17 (ומשארתך). Después de este, en los libros de Nevi'im se publican en su orden tradicional (Josué, Jueces, Samuel, I Reyes, Isaías, Jeremías, Ezequiel, y los doce profetas menores). Faltan Eclesiastés, Lamentaciones, Ester, Daniel, y Esdras-Nehemías.